# 与那原恵
与那原 恵（よなはら けい、女性、1958年9月2日 - ）は、日本のノンフィクション作家。、大伯父は元毎日新聞論説委員の古波蔵保好

## 人物・来歴
東京都生まれ。両親はともに沖縄県出身で、媒酌人は比嘉春潮だった。図書館勤務を経てフリーライターになり1990年『別冊宝島』107号に寄稿し、AVギャルを取材した初の女性ライターとなる。1992年写真家・荒木経惟の写真モデルになる（『物語の海 揺れる島』収録）。1996年に「諸君!」に寄稿した『被災地神戸「レイプ多発」伝説の作られ方』で、第2回編集者が選ぶ雑誌ジャーナリズム賞作品賞を受賞。1997年の『物語の海、揺れる島』で脚光を浴びる。2013年の『首里城への坂道　鎌倉芳太郎と近代沖縄の群像』で第2回河合隼雄学芸賞、第14回石橋湛山記念早稲田ジャーナリズム大賞（文化貢献部門）を受賞。

## 執筆記事
- 『別冊宝島107号 女がわからない！』（JICC出版、1990年1月23日）に寄稿。AVギャルを取材した初の女性ライターとなる。
- 「AV撮影現場を体験するーモニターの中でだけ一瞬輝ける女の子たちがいた！」（『別冊宝島124号 セックスというお仕事ー女が見た女を売る女たち 』、JICC出版、1990年12月 ）
- 「妻たちの、昼下がりの売春ー風の中の雌鶏」『別冊宝島224号 売春するニッポンー素人が売春する時代への処方箋』（JICC出版、1995年6月、『物語の海 揺れる島』収録）
- 「モデルの時間ー荒木経惟と過ごした冬の日の午後」（雑誌「Stwitchvol.10 No1 荒木経惟 写狂人日記」1992年3月号、『物語の海 揺れる島』収録）
- 「フェニミズムは何も答えてくれなかった＜オウムの女性信者たち＞」（『宝島30』1995年8月号、『物語の海 揺れる島』収録）
- 「ひめゆりの物語は、もういらない」（ 『宝島30』1995年12月号、『物語の海 揺れる島』収録）
- 『被災地神戸「レイプ多発」伝説の作られ方』 (『諸君!』1996年8月号）
- 「メディア異人列伝」(岡留安則編集『噂の真相』1997年10月号、㈱噂の真相）
- 「迷惑な沖縄愛」（『別冊宝島Real056『筑紫哲也「妄言」の研究―『News23』、その印象操作＆偏向報道の作られ方』、2004年1月6日、宝島社）に寄稿。与那原は「迷惑な沖縄愛　悲劇の島、癒しの島というステレオタイプー筑紫哲也のような、平和、人権を唱えるタイプの人間が興味を抱きつづける場所は『沖縄』である。沖縄には彼らが求めるさまざまなテーマがある。」と書く
- 「カリスマ美輪明宏かく語りき」（『文藝春秋』2005年11月号、文藝春秋社）

### 刊行著書
※は電子書籍版あり
- 『物語の海、揺れる島』小学館、1997
- 『街を泳ぐ、海を歩く カルカッタ、沖縄、イスタンブール』講談社文庫※、1998
- 『もろびとこぞりて 思いの場を歩く』柏書房、2000
- 『美麗島まで』文藝春秋、2002
  - 『美麗島まで 沖縄、台湾家族をめぐる物語』ちくま文庫、2010
- 『サウス・トゥ・サウス』晶文社、2004
- 『まれびとたちの沖縄』小学館101新書、2009
- 『わたぶんぶん わたしの「料理沖縄物語」』西田書店〈文明の庫〉双書、2010／講談社文庫※、2022
- 『首里城への坂道　鎌倉芳太郎と近代沖縄の群像』筑摩書房、2013／中公文庫※、2016
- 『帰る家もなく』ボーダーインク、2018
- 『赤星鉄馬 消えた富豪』中央公論新社※、2019
  - 『歴史に消えたパトロン　謎の大富豪、赤星鉄馬』中公文庫※、2024
- 『琉球切手を旅する　米軍施政下沖縄の二十七年』中央公論新社※、2022

## 参考
- もろびとこぞりて / 与那原 恵【著】 - 紀伊國屋書店ウェブストア